# Hamengkubuwono X
Hamengkubuwono X (Yogyakarta, 2 aprile 1946) è un politico e sovrano indonesiano.
È il sultano dello storico sultanato di Yogyakarta in Indonesia, ed è l'attuale governatore della moderna regione speciale di Yogyakarta (Daerah Istimewa Yogyakarta).

## Biografia

### I primi anni
Hamengkubuwono X si è laureato in pubblica amministrazione nella facoltà di legge della Gajah Mada University di Yogyakarta. Entrato nel mondo dell'imprenditoria, fu consigliere della Diy Kaddindaii, della DPD Golkar DIY e direttore generale della PT Punokawan Construction nonché presidente della PG Madukismo Commissioner.
Nel luglio del 1996 avvenne il suo primo avvicinamento alla politica, venendo nominato consigliere del governatore. Ad ogni modo, si distinse da subito per aver deciso di seguire la tradizione di suo padre nel supportare il Nazionalismo indiano nell'interesse del suo popolo e di supportare quindi le dimostrazioni studentesche in strada contro il regime di Suharto il 14 maggio 1998, perseguendo un metodo di protesta nonviolento. Egli fu inoltre una delle quattro figure chiave nel primo periodo di riforme a seguito della Dichiarazione di Cingayur, richiedendo al governo delle elezioni nel più breve tempo possibile in quanto egli e altri ritenevano che il presidente Jusuf Habibie non avesse né il diritto costituzionale né quello legale di assumere la presidenza dopo Suharto.
Hamengkubuwono X si impegnò particolarmente per la promozione delle scienze e della tecnologia, contribuendo anche allo sviluppo dell'agricoltura, del turismo e delle industrie indonesiane, portando così a migliorare la vita dei propri abitanti.

### Il governo

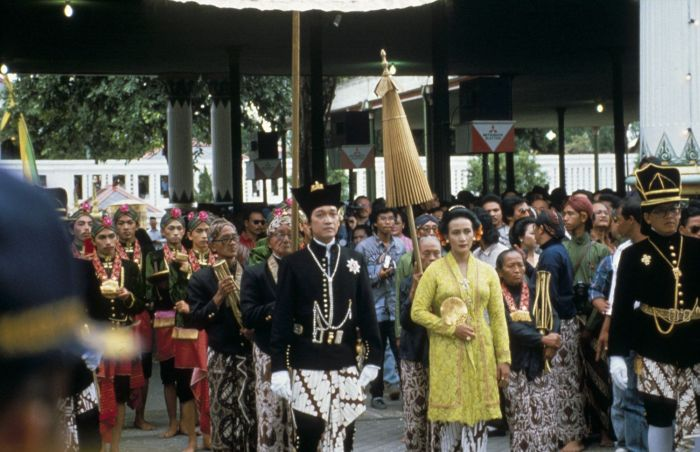
L'incoronazione di Hamengkubuwono X nel 1989

Hamengkubuwono X è succeduto a suo padre, Hamengkubuwono IX come sultano di Yogyakarta alla morte di quest'ultimo il 3 ottobre 1988. Hamengkubuwono X venne formalmente installato come sultano il 7 marzo 1989. Ad ogni modo, la posizione di governatore della regione speciale di Yogyakarta non passò direttamente a Hamengkubuwono X. Il vicegovernatore Paku Alam VIII, principe dell'enclave subordinata di Paku Alaman, presso Yogyakarta, venne al suo posto elevato alla posizione di governatore, sollevando non poche polemiche. Inoltre tale procedura era risultata contraria agli accordi per l'indipendenza dell'Indonesia, secondo i quali il ruolo di Hamengkubuwono IX sarebbe stato comunque riconosciuto in virtù sul suo ruolo nella guerra d'indipendenza del paese.
Dopo la caduta del regime di Suharto nel maggio del 1998, e la successiva morte di Paku Alam VIII l'11 settembre 1998, il governo centrale tenne nuove elezioni per la posizione vacante di governatore di Yogyakarta. Hamengkubuwono X venne democraticamente eletto governatore il 3 ottobre 1998.
Il 30 agosto 2012, dopo un decennio di discussioni tra Yogyakarta ed il governo centrale, l'assemblea popolare indonesiana formalmente ha varato una legge secondo la quale i sultani hanno la posizione ereditaria di governatore.

### Vita personale
Hamengkubuwono X ha deciso di non portare avanti la tradizionale poligamia in uso presso i sovrani di Java nel tentativo di modernizzare lo stato e far valere i diritti delle donne. Egli pertanto ha una sola moglie, la regina (ratu) Hemas, dalla quale ha avuto cinque figlie femmine:
- principessa ereditaria Gusti Kanjeng Ratu Mangkubumi (erede presunta) sposò Kanjeng Pangeran Haryo Wironegoro
- Gusti Kanjeng Ratu Condrokirono divorziata
- Gusti Kanjeng Ratu Maduretno, sposò Kanjeng Pangeran Haryo Purbodiningrat
- Gusti Kanjeng Ratu Hayu, sposò Kanjeng Pangeran Haryo Notonegoro
- Gusti Kanjeng Ratu Bendara, sposò Kanjeng Pangeran Haryo Yudonegoro

Hamengkubuwono X risiede nel complesso del Keraton di Yogyakarta ed utilizza il palazzo del governatore unicamente per affari politici.